# Limitations de vitesse en Russie

Limitations de vitesse en Russie.

En fédération de Russie (abréviation officielle : RUS) les limitations de vitesse sont les suivantes :
- 60 km/h en ville (30 km/h dans le centre-ville de Moscou) ;
- 90 km/h hors agglomération ;
- 110 km/h ou 130 km/h sur autoroute[1].

## Autres règles
- Pneus cloutés autorisés en hiver.